# Cantone di Toul
Il Cantone di Toul è una divisione amministrativa dell'Arrondissement di Toul.
È stato costituito a seguito della riforma approvata con decreto del 26 febbraio 2014, che ha avuto attuazione dopo le elezioni dipartimentali del 2015.

## Composizione
Comprende i seguenti 15 comuni:
- Bicqueley
- Charmes-la-Côte
- Chaudeney-sur-Moselle
- Choloy-Ménillot
- Dommartin-lès-Toul
- Domgermain
- Écrouves
- Foug
- Gye
- Laneuveville-derrière-Foug
- Lay-Saint-Remy
- Pagney-derrière-Barine
- Pierre-la-Treiche
- Toul
- Villey-le-Sec